# Mèo hoang

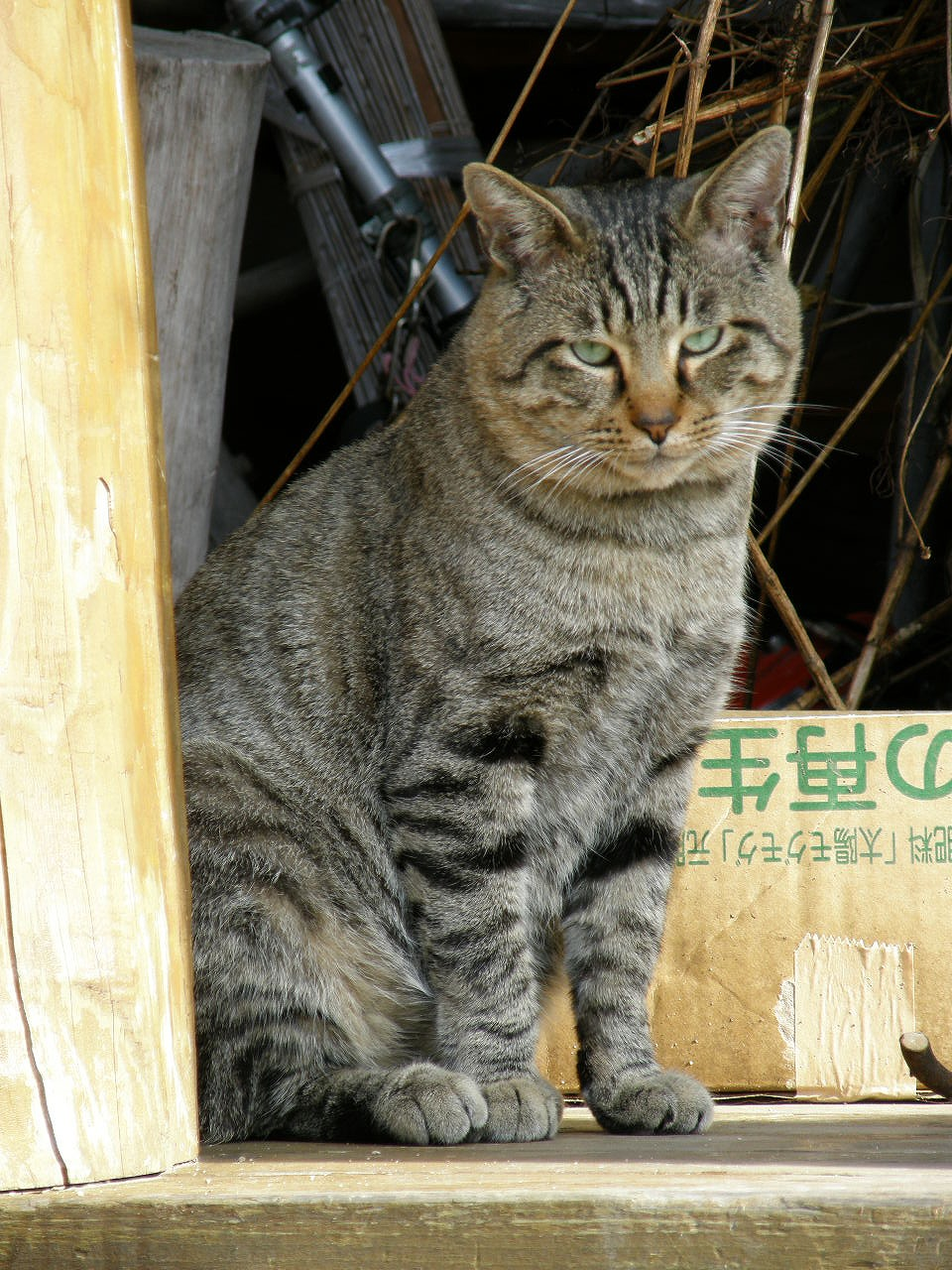
Một con mèo hoang

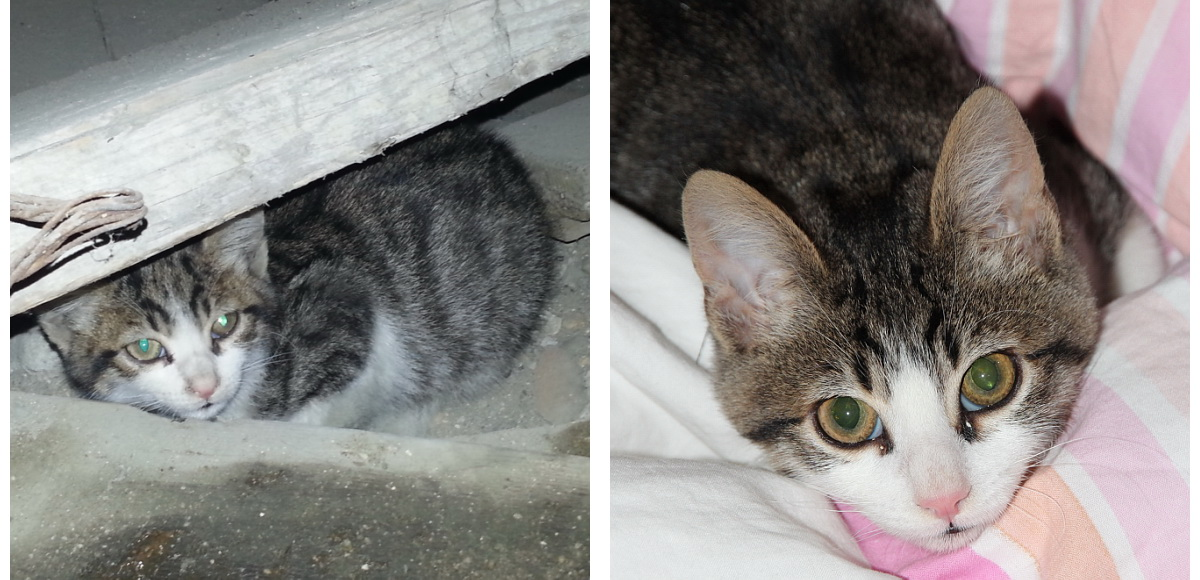
Một con mèo con "hoang" (hình trái) và sau khi được thuần hóa chừng 3 tuần (hình phải).

Mèo hoang hay còn gọi là mèo mả là những con mèo nhà đã trở lại sống trong môi trường tự nhiên. Chúng có thể là những con mèo nhà đi hoang hoặc bị chủ bỏ rơi hoặc là những con mèo thuộc giống mèo nhà nhưng sinh ra, lớn lên hoàn toàn trong môi trường "hoang dã".
Trong nhiều trường hợp, những con mèo hoang có xuất thân là con cháu của những con mèo nhà bị các du khách bỏ lại. Mèo vốn không phải là loài bản địa trên tất cả các vùng miền của thế giới, vì vậy khi đi hoang, chúng có thể gây hại cho hệ sinh thái tự nhiên do việc ăn thịt các loài bản địa, nhất là trên các hòn đảo khi những con mèo hoang đôi khi trở thành nhân tố cực kì có hại đối với quần thể động vật bản địa.

## Hành vi, thái độ mèo hoang

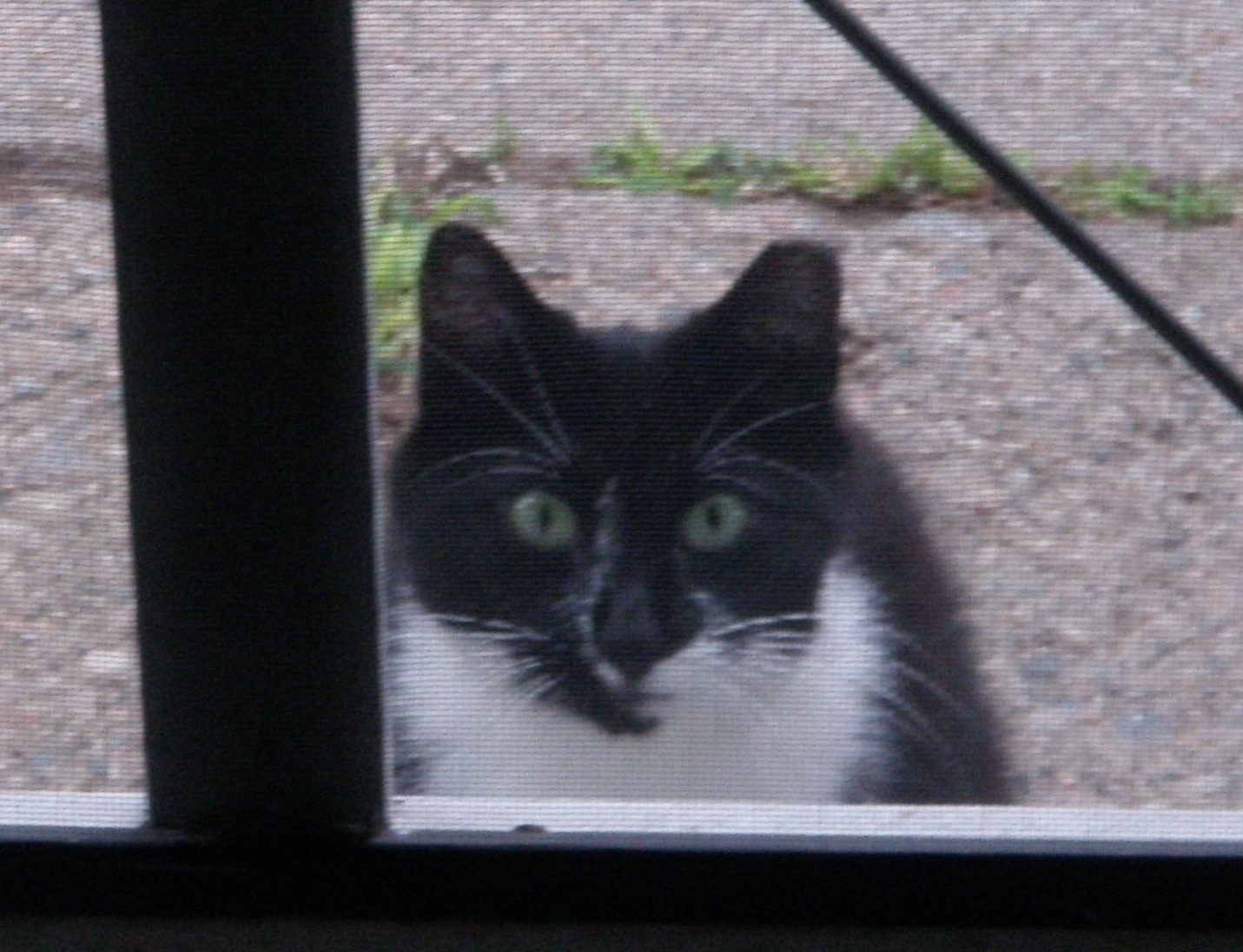
Một con mèo hoang đang tỏ thái độ hung dữ thường thấy của thú hoang.

Từ "feral" trong tiếng Anh dùng để ám chỉ các loài vật không có thái độ thân thiện khi gặp người; thuật ngữ này cũng được áp dụng đối với thú cưng trong nhà nhưng không tiếp xúc với người. Rõ ràng, những con mèo hoang thường tỏ thái độ không thân thiện khi gặp người, như các hành động tự vệ như kêu rít, xù lông, gầm gừ, tuy nhiên các thái độ này sẽ dần dần thay đổi khi các con mèo hoang bắt đầu quen với những người tới chăm sóc cho nó. Thực tế cho thấy những con mèo vốn quen sống hoang dã vẫn có thể được thuần hóa, với điều kiện là nó phải được thuần trước khi các hành vi "hoang" thực sự ăn sâu bám rễ. Các hành vi này thật ra đã bắt đầu được hình thành khi mèo con còn đang được dạy dỗ bởi mèo mẹ.

## Sống sót ở môi trường hoang dã

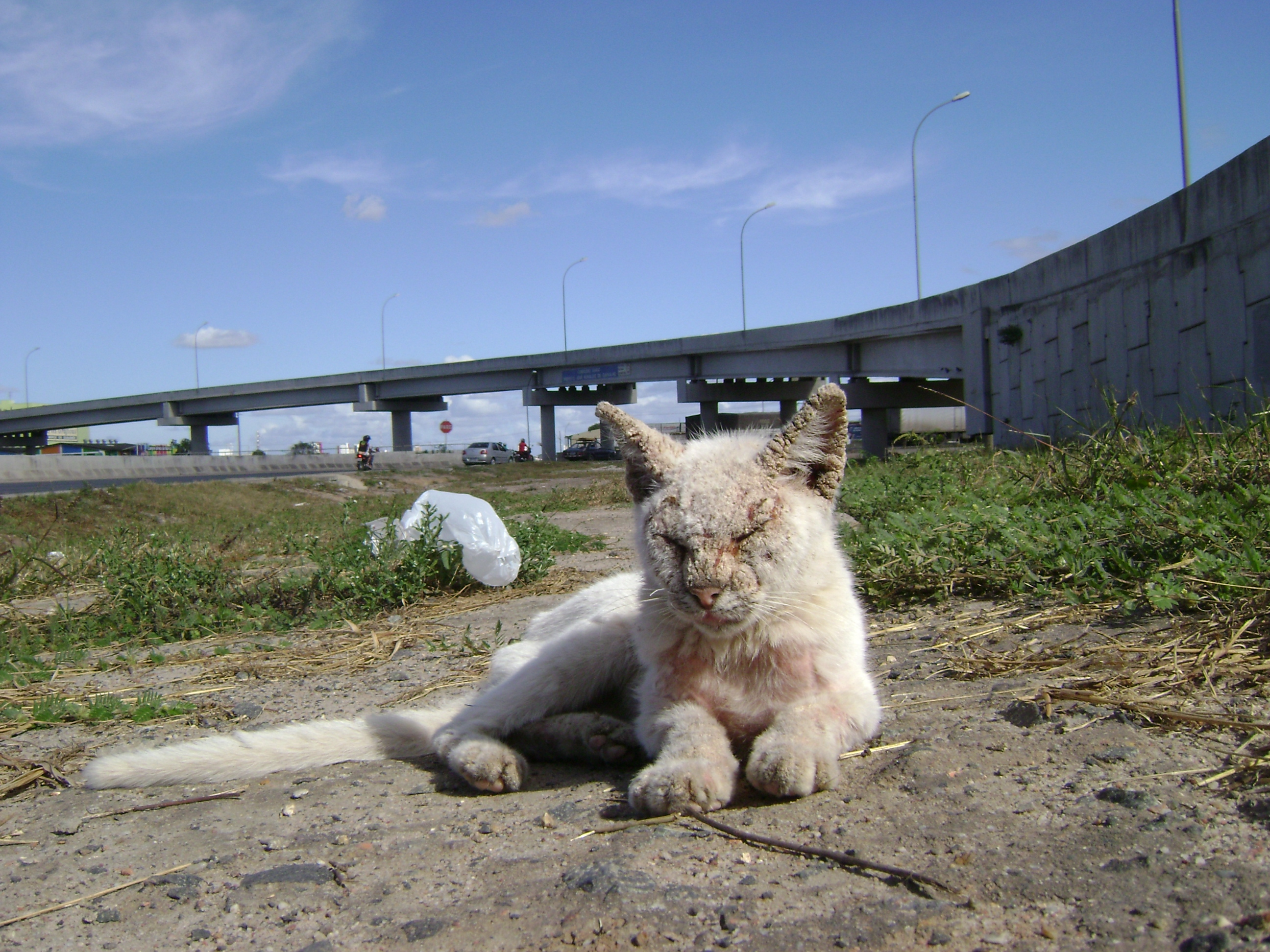
Một con mèo hoang đang mắc bệnh ngoài da ở Feira de Santana, Brasil.

Các vật nuôi như chó và mèo vốn phụ thuộc vào con người nên chúng không có khả năng tự sống sót lâu dài trong môi trường tự nhiên. Tuổi thọ trung bình của một con mèo hoang nếu như nó không bị chết yểu là 2 năm đối với những con mèo sống đơn độc và 5 năm đối với những con mèo sống theo đàn. Một số ý kiến khác cho ra con số trung bình 4,7 năm, với dao động từ 0-8,3 năm tuổi, một nghiên cứu khác nữa thì cho khoảng dao động là 2-8 năm. Ngược lại, mèo đực sống trong nhà có thể thọ 12-14 tuổi, còn mèo cái thì thọ hơn 1-2 năm so với mèo đực. Một con mèo nhà được chăm sóc tốt có tuổi thọ trung bình lên đến 15-22 năm. Phần lớn những con mèo nhà nhưng không được sống trong nhà sẽ chết vì đói, khát, bệnh tật, các loài ký sinh hoặc các loài ăn thịt chúng.
Thời tiết cũng là một mối đe dọa đối với mèo hoang. Mèo vốn rất nhạy cảm với sự thay đổi của nhiệt độ. Thân nhiệt của một con mèo dao động từ 38,2 đến 39,2 °C (tức 100,5-102,5 °F). Mèo cũng không đổ mồ hôi được như người, nó phải liếm ướt bộ lông như một cách bốc thoát hơi nước trong lúc trời nóng. Hàng năm, rất nhiều mèo hoang cũng như mèo nhà nhưng nuôi ngoài trời bị chết vì thời tiết quá nóng hay quá lạnh.

## Lịch sử
Trong Thời kỳ khám phá, người ta thường hay thả thỏ xuống các hòn đảo xa xôi để dùng chúng làm nguồn cung cấp thức ăn cho khách qua đường. Tuy nhiên lũ thỏ này lại sinh sôi nảy nở quá mức và thế là mèo lại được thả lên để ăn thịt bớt chúng, cũng như kiềm chế số lượng chuột. Có điều những con mèo lại tỏ ra ưa thích các loài động vật bản địa vì về phương diện sinh thái chúng tỏ ra ngây thơ hơn và dễ bị săn bắt hơn. Cuối cùng quần thể loài mèo tăng chóng mặt và chúng bắt đầu được xem là loài gây hại.
Theo các nguồn tài liệu sử học, những con mèo hoang bắt đầu xuất hiện ở Úc từ khoảng năm 1824. Mặc dù vậy, có ý kiến cho rằng mèo hoang đã xuất hiện ở lục địa này từ trước khi người châu Âu có mặt; chúng có thể được mang tới đây khi các xác tàu đắm của Hà Lan dạt đến khu vực này vào thế kỷ thứ 17; hoặc thậm chí từ thời kỳ sớm hơn khi những người đánh cá thuộc tộc Macassa ở Indonesia tiếp xúc với lục địa Úc hoặc trong những chuyến cập bến thường xuyên của những tay săn hải sâm.

## Thức ăn và thiên địch
Mèo hoang ở Úc săn bắt nhiều loại động vật hoang dã khác nhau. Ở các khu vực khô cằn và bán khô cằn, nạn nhân của chúng thường là thỏ và chuột nhà; ở các khu rừng hoặc đô thị, chúng ăn thịt các loài thú có túi (dựa trên 22 nghiên cứu của Dickman năm 1996). Ở những nơi khô cằn nhưng không có thỏ, các loài gặm nhấm bản địa trở thành vật thế thân. Chim và bò sát cũng là một nguồn thức ăn của mèo hoang.
Mèo hoang có thể là loài thú ăn thịt đứng ở vị trí đầu bảng trong chuỗi thức ăn ở một số địa phương. Ở những nơi khác, chúng có thể là con mồi của chó hoang, chó sói đồng cỏ Bắc Mỹ, sói xám, gấu, báo sư tử, linh miêu đuôi cộc, linh miêu Canada, chồn cá, cá sấu, rắn và các loài chim ăn thịt.

## Ảnh hưởng đối với môi trường tự nhiên

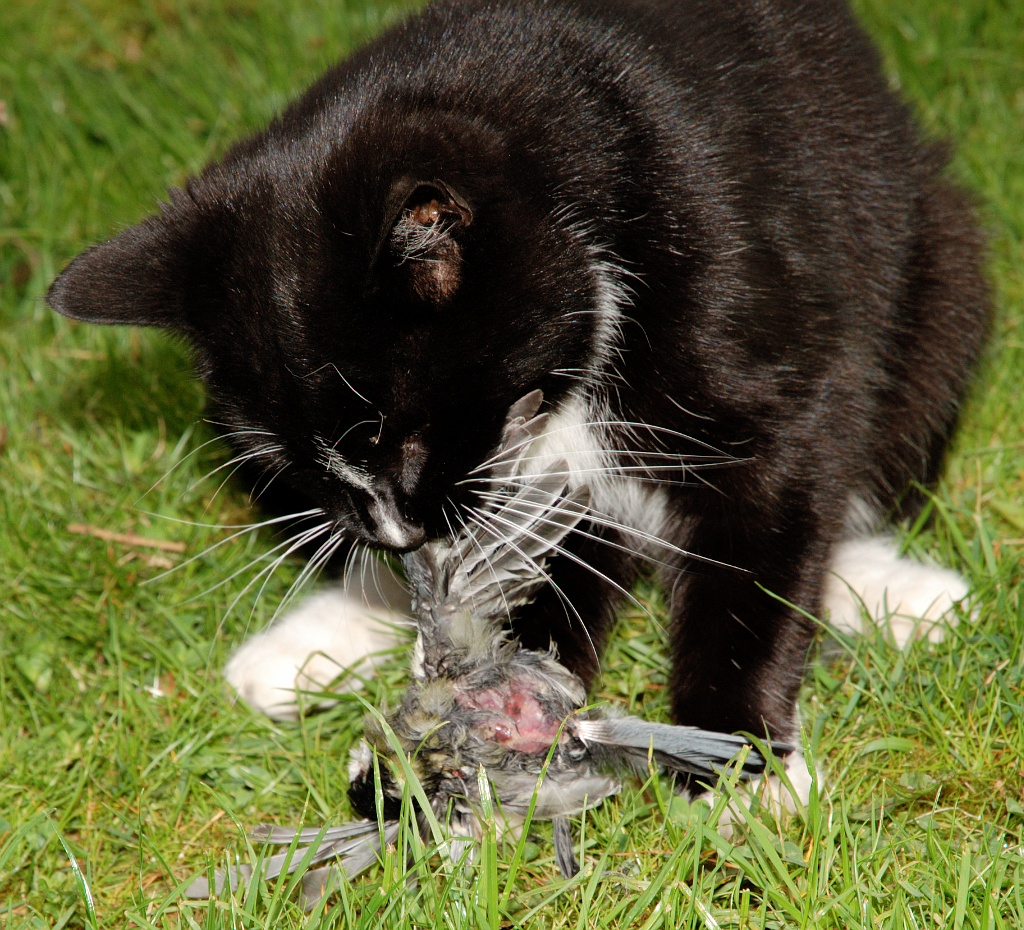
Mèo hoang có thể là một loài ăn thịt đáng sợ đối với các sinh vật nhỏ.

Ảnh hưởng của việc mèo nhà xâm nhập vào thế giới tự nhiên là vấn đề gây tranh cãi suốt một thế kỷ. Một bản báo cáo năm 1916 của Ủy ban Nông nghiệp bang Massachusetts mang tên The Domestic Cat: Bird Killer, Mouser and Destroyer of Wildlife (tạm dịch Mèo nhà: Sát thủ của chim, chuột và là Kẻ hủy diệt của tự nhiên) trích dẫn ý kiến của nhà động vật học Edward Howe Forbush như sau:
| “                      | Những câu hỏi về sự hữu dụng hay vô ích của mèo nhà, và vấn đề liên quan đến việc hạn chế phần nào các hoạt động ngoài trời của chúng đang gây chia rẽ rất lớn. Cuộc tranh cãi đã đi đến giai đoạn quyết liệt. Các nhà y học, những người kiểm lâm và những người yêu chim đang yêu cầu các nhà lập pháp ban hành những đạo luật hạn chế. Những người yêu mèo cuồng nhiệt cũng kích động nhau tham gia vào cuộc đấu tranh. Trước sự kích thích của óc bè phái những lời phát ngôn thiếu nghiêm túc và thiếu kiềm chế đã được nói ra. | ” |
| — Edward Howe Forbush, | |   |

Bản báo cáo này dựa vào tác phẩm Extinct Birds (tạm dịch: Những loài chim đã bị tuyệt chủng) xuất bản năm 1905 bởi nhà động vật học Walter Rothschild, người đã tuyên bố rằng, "con người và các tùy tùng của họ, mèo, chuột, chó, heo là những thứ tệ hại nhất và trên thực tế là nhân tố quan trọng duy nhất gây ra sự hủy diệt của các loài chim tại bất cứ đâu mà họ tới." Rothschild đã đưa ra một số ví dụ về việc mèo đã hây ra sự tuyệt diệt của một số loài chim trên các đảo.
Mèo hoang cũng bị nhiều nông dân và nhiều người kiểm lâm xem là loài có hại. Các tổ chim nằm gần mặt đất thường là mục tiêu của chúng, tỉ như là tổ của các loài gà lôi và gà gô. Những người coi rừng thường đặt bẫy hay thậm chí bắn hạ những con mèo hoang mon men lại gần khu vực họ canh giữ.

### Úc

Một con mèo hoang đang ăn thịt một con vẹt Cockatoo bản địa.

Mèo hoang ở Úc là nguyên nhân gây ra sự suy giảm hoặc tuyệt chủng của các quần thể sinh vật bản địa trên các đảo do là chúng là một yếu tố ảnh hưởng rất lớn đến các loài chim sống gần mặt đất hay các loài thú nhỏ bản địa. Chúng cũng là nhân tố gây cản trở lớn đối với các nỗ lực tái định cư cho các loài vật đang bị đe dọa tuyệt chúng ở những khu vực mà các quần thể của chúng từng sinh sống trước kia vì các loài vật này sẽ bị các con mèo hoang ăn thịt khi chúng vừa mới được thả ra môi trường tự nhiên. Nhiều nhà môi trường học Úc cho rằng mèo hoang là một thảm họa sinh thái đối với nước Úc; chúng sinh sống trong mọi hệ sinh thái ngoại trừ rừng mưa nhiệt đới, và chúng cũng góp phần làm tuyệt chủng nhiều loài thú nhau và thú có túi. Cũng có nhà nghiên cứu không đồng tình với cách nhìn nhận này (Abbot 2002); một số ý kiến khác cho rằng hiện có ít bằng chứng mạnh cho thấy mèo hoang gây nhiều ảnh hưởng đến các sinh vật bản địa ở lục địa, chúng chỉ có ảnh hưởng nghiêm trọng tại các khu vực đảo (Jones 1989; Wilson et al. 1992). Những khó khăn trong việc tách bạch các hậu quả của mèo hoang với một "kẻ xâm lược" khác là cáo cũng góp phần cản trở sự tiến triển của các nghiên cứu này. Mèo đã cùng tồn tại với các loài thú khác ở Tasmania gần 200 năm. Một chương trình nhằm bảo vệ các loài động vật bản địa mang tên Lá chắn phương Tây (Western Shield) - bao gồm việc tiêu diệt cáo trên quy mô lớn - đã giúp nhiều loài động vật bản địa được phục hồi nhanh chóng bất chấp sự tồn tại của mèo hoang tại các khu vực bảo vệ. Tuy nhiên, một nghiên cứu xuất bản vào năm 2005 lần đầu tiên cho thấy những bằng chứng về việc mèo hoang gây ra sự suy giảm đối với các loài bản địa. Một thí nghiệm tổ chức ở Heirisson Prong (Tây Úc) đã so sánh số lượng các loài bản địa ở ba khu vực nhỏ, trong đó một khu vực đã được tiêu trừ cáo và mèo, một khu vực đã tiêu trừ cáo và một khu vực để nguyên dùng làm đối chứng. Kết quả cho thấy ở khu vực chỉ tiêu trừ cáo và khu vực đối chứng số lượng sinh vật bản địa vẫn thấp hơn.
Mèo cũng có thể đóng một vai trò trong hệ sinh thái ở Úc trong tương lai khi chúng cùng với cáo sẽ kiềm chế sự phát triển của thỏ, nhất là ở khu vực có khí hậu khô; tuy nhiên bản thân chúng cũng gây ra những tác hại đến môi trường. Mèo được tin rằng là nhân tố gây ra sự tuyệt diệt của vẹt thiên đường, loài chim duy nhất bị tuyệt chủng từ khi người châu Âu đặt chân đến Úc.
Một số tin đồn rằng một số con mèo hoang sống ở Úc trở nên to lớn tới mức một số người quan sát ít kinh nghiệm đã lầm tưởng chúng với báo sư tử hoặc các loài tương tự. Thông tin này phần nào có vẻ đúng sự thật hơn là hư cấu vì gần đây một con vật to lớn thuộc họ Mèo vừa bị bắn tại khu vực Gippsland của Victoria. Cuộc thử nghiệm DNA sau đó cho thấy con vật này thuộc loài mèo nhà Felis silvestris catus. Những thông tin sau đó về sự xuất hiện của những con mèo hoang to lớn gần như mỗi tháng ở Úc cùng những bằng chứng cho thấy có tồn tại những quần thể của giống mèo khổng lồ này ở Đông Nam Victoria và New South Wales.

### New Zealand
Hệ động vật ở New Zealand đã tiến hóa hàng triệu năm với sự vắng mặt của các loài động vật có vú (ngoại trừ một vài loài dơi). Vì vậy, các loài chim đã thay thế vai trò vốn có của động vật có vú trong các quần xã khác; thậm chí nhiều loài chim ở khu vực này không thể bay. Sự xâm nhập của động vật có vú sau khi người Māori định cư ở đây từ thế kỷ thứ 12 đã gây ra ảnh hưởng to lớn đến sự đa dạng sinh học của khu vực. Tiếp đó những người Châu Âu đã đem mèo đến New Zealand và sự hiện diện của mèo hoang được ghi nhận vào những thập niên cuối thế kỷ 19. Các ước tính cho thấy mèo là thủ phạm góp phần gây ra sự tuyệt diệt của sáu loại chim đặc hữu, hơn 70 phân loài địa phương cùng với sự suy giảm nghiêm trọng của các quần thể chim và bò sát.

### Các khu vực đảo

#### Hậu quả

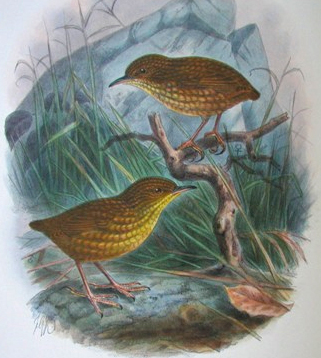
Loài Hồng tước đảo Stephens trở nên tuyệt chủng trong vòng hai năm kể từ khi mèo xuất hiện trên đảo Stephens

Nhiều khu vực đảo có các loài động vật mang đặc tính ngờ nghệch sinh thái; tức chúng không có phản ứng tự vệ cần thiết trước các loài ngoại lai như mèo. Mèo hoang khi được du nhập vào các khu vực này sẽ gây ra ảnh hưởng tai hại đến sự đa dạng sinh học tại đó. Chúng có liên quan tới sự tuyệt chủng của một số loài sinh vật và sự tuyệt diệt tại địa phương của một số loài khác, ví dụ như của loài hutia ở vùng Caribe, chim hải âu petrel đảo Guadalupe ở vùng biển của México tại Thái Bình Dương và loài hồng tước đảo Stephens; theo một nghiên cứu thống kê cho thấy mèo hoang là thủ phạm chính gây ra sự tuyệt chủng cho 40% số loài được nghiên cứu. Theo Moors và Atkinson viết năm 1984: "Không có loài ăn thịt du nhập nào khác có thể gây ra hậu quả ở quy mô phổ biến như vậy."
Mèo hoang, cùng với thỏ, một số loài chim biển, và cừu tạo nên quần thể động vật gần như là duy nhất ở quần đảo Kerguelen tại miền nam Ấn Độ Dương.

#### Phục hồi các loài bản địa
Trước những hậu quả do mèo gây ra đổi với hệ sinh thái trên các đảo và một số nơi khác, nhiều nhà bảo vệ môi trường thuộc lĩnh vực phục hồi sinh thái trên đảo đã thực thi công việc loại bỏ mèo hoang ra khỏi khu vực này. Cho đến năm 2004, mèo hoang đã bị loại bỏ khỏi 48 đảo, trong số đó có cả hệ thống các đảo ngoài khơi xa của New Zealand được quy định là nơi bảo tồn các loài chim, cùng với đảo Macquarie của Úc. Các dự án quy mô lớn hơn cũng được tiến hành, bao gồm dự án loại trừ mèo ra khỏi đảo Ascension. Khi được du nhập vào đảo ở thế ký 19, mèo đã gây ra sự sụt giảm mạnh của các quần thể chim biển làm tổ tại đây. Dự án được bắt đầu từ năm 2002 và đến năm 2004 thì mèo đã bị loại bỏ khỏi đảo. Kể từ đó, 7 loài chim biển vốn biến mất khỏi đảo trong vòng 100 năm đã xuất hiện trở lại.
Tuy nhiên, việc loại trừ mèo trong một số trường hợp cũng gây ra những hậu quả phụ khôn lường, ví dụ như ở đảo Macquarie (ngoài khơi Tasmania) sự vắng bóng của mèo đã khiến cho chuột và thỏ hoành hành và gây hại cho các loài chim biển bản địa. Thế là việc diệt trừ thỏ và chuột lại được lên lịch vào năm 2007, dự kiến quá trình này sẽ kéo dài bảy năm và ngốn mất 24 tỷ đô la.

### Lai giống tự nhiên với mèo rừng và các loài thú họ mèo
Mèo hoang dã giao phối với các loài mèo rừng trên thế giới, trường hợp đầu tiên được ghi nhận xảy ra cách nay hơn 200 năm. Mức độ lai giống này vẫn đang bị tranh cãi, sự tranh cãi này phụ thuộc vào việc mèo nhà được coi là một loài riêng biệt so với mèo rừng hay cùng loài với mèo rừng.(xem thêm ô nhiễm di truyền) Ở một số khu vực, mức độ lai giống cao đã gây ra nhiều khó khăn cho việc phân biệt mèo rừng, mèo hoang với mèo lai được thuần hóa; điều này khiến cho công tác bảo tồn trở nên phức tạp. Một số nhà nghiên cứu cho rằng mèo rừng thuần chủng không còn tồn tại nữa, tuy nhiên những ý kiến khác không đồng tình với luận điểm này. Một nghiên cứu ở Scotland cho rằng mặc dù mèo rừng thuần chủng ở Scotland nhiều khả năng không còn tồn tại; quần thể mèo rừng hiện tại của nước này có sự khác biệt lớn với mèo nhà, mèo hoang và vì vậy chúng đáng được bảo vệ.

## Vật trung gian truyền bệnh
Có những ý kiến lo ngại về vai trò của các quần thể mèo hoang và chó hoang và nhiều loài thú bản địa khác trong việc làm vật trung gian truyền bệnh cho người và động vật, ví dụ như bệnh nhiễm giun Toxoplasma gondii, bệnh sốt hải ly do nhiễm ký sinh trùng roi Giardia lamblia (chủ yếu lây từ hải ly), bệnh dại (ví dụ lây từ gấu trúc Bắc Mỹ), ngộ độc do xoắn khuẩn Campylobacter, bệnh do Parvovirus cùng nhiều loại bệnh và ký sinh trùng khác. Các thú họ mèo thí dụ như báo sư tử và báo, các sinh vật mà chúng ăn và gà là những nguồn lây lan loài giun Toxoplasma gondii.

## Quần thể mèo hoang

### Số lượng

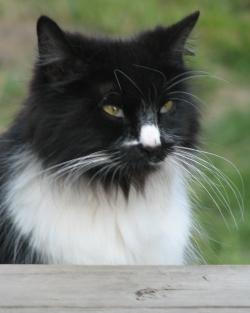
Mèo hoang

Thuật ngữ đàn mèo hoang được sử dụng chủ yếu ám chỉ một nhóm mèo hoang sống cùng với nhau trong một khu vực nhất định và sử dụng chung một nguồn thực phẩm. Thuật ngữ này không áp dụng cho những con mèo hoang sống đơn độc tại khu vực đó. Một đàn mèo có thể có "dân số" từ 3-5 trở lên. Khu vực sinh sống của các đàn mèo cũng khá đa dạng, một số đàn mèo sống lẩn trốn trong các ngõ hẻm hay ở các công viên lớn.
Thành viên của các đàn mèo bao gồm các con cái trưởng thành, con của chúng và một số con đực trưởng thành. Những con đực trưởng thành (nếu chưa bị thiến) sẽ đánh nhau để tranh giành con cái và lãnh địa. Một số sẽ bị trục xuất khỏi đàn và buộc phải tìm nơi khác để sinh sống.
Mèo hoang ở các khu vực ấm có bọ chét sinh sống thường bị ký sinh bởi rất nhiều bọ chét và nhiễm chứng thiếu máu gây ra bởi việc này. Bọ chét và nguồn thức ăn nếu chủ yếu nằm trong các rác thải sẽ khiến mèo hoang nhiễm phải các vi sinh vật đường ruột (tỉ như trùng cầu coccidia hay trùng roi giardia) cùng các sinh vật ký sinh khác (giun tròn, giun dẹp, giun móc), khiến mèo bị tiêu chảy và mất nước. Chúng cũng có thể nhiễm phải ve ở tai, nhiễm bệnh ecpet mảng tròn và nhiễm trùng đường hô hấp trên. Một số khác chết vì nhiễm trùng bởi các vết thương khi đánh nhau giành bạn tình. Chúng cũng có thể nhiễm phải bệnh bạch cầu mèo và virus suy giảm miễn dịch ở mèo qua đường máu và đường truyền chất dịch cơ thể thông qua quá trình giao phối hay qua các vết thương lúc đánh nhau.
Trong khi tất cả các chứng bệnh kể trên đều có thể chữa được, chúng yêu cầu phải có sự can thiệp của con người để ngăn chặn các chứng bệnh này trở nặng. Thực tế đôi khi mèo con trong các đàn mèo bị chết yểu do hệ thống miễn dịch của chúng còn non nớt trước nhiều vấn đề về miễn dịch mà chúng phải đối mặt trong môi trường sống.

### Quản lý quần thể mèo

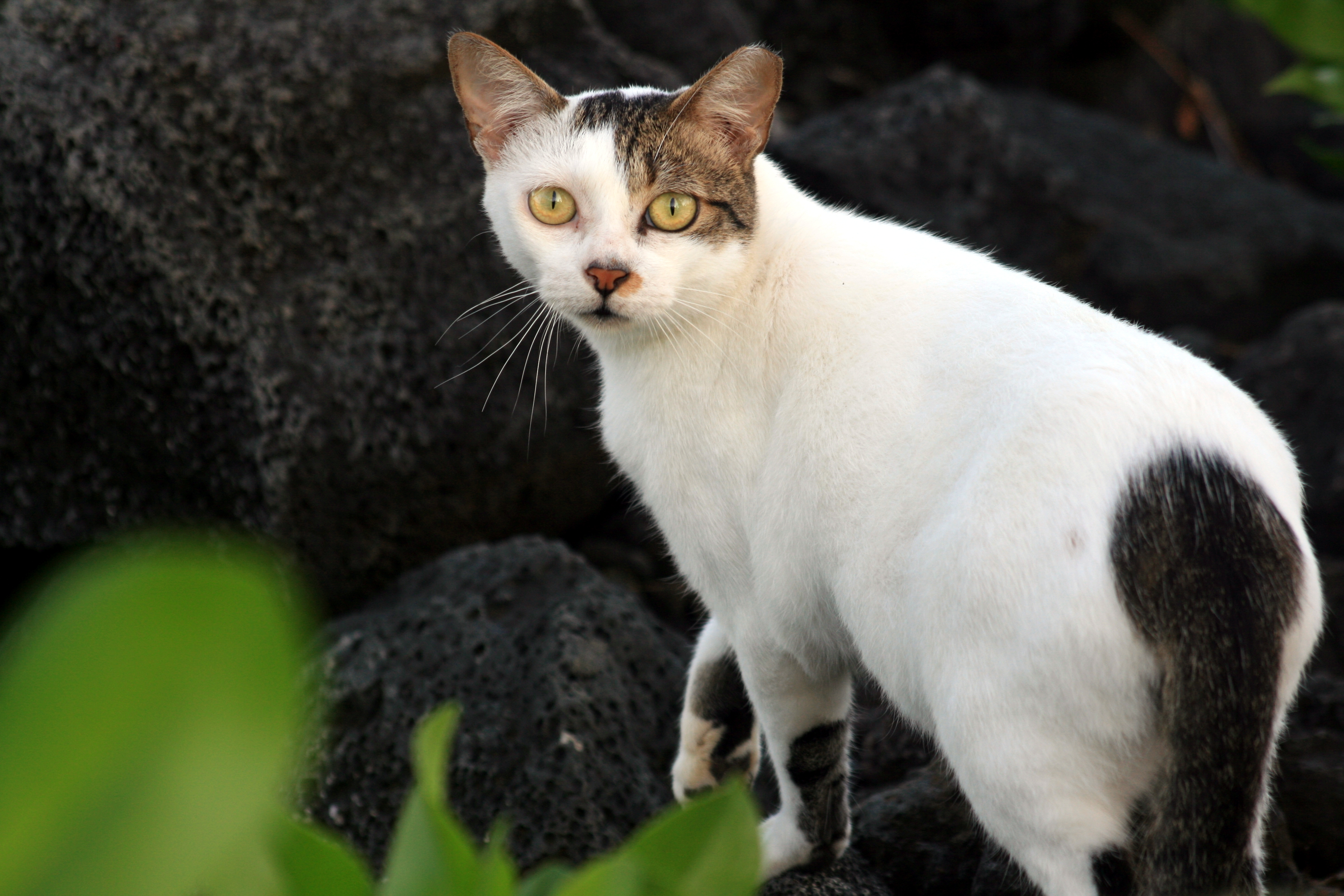
Mèo hoang với tai bị cắt một phần, chứng tỏ nó đã bị thiến theo chương trình bẫy-thiến-thả

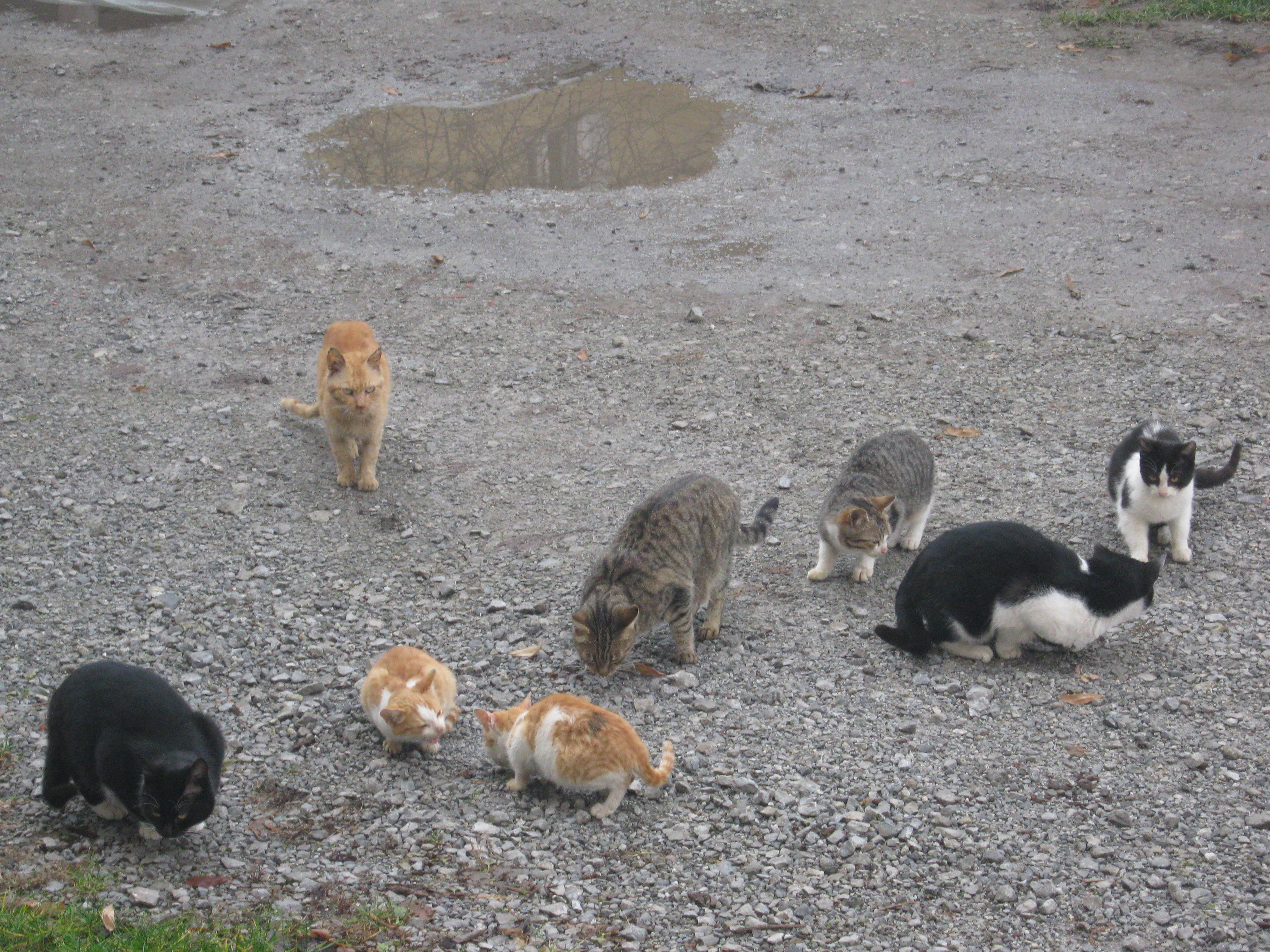
Một đàn mèo

Trong chương trình Bẫy-Thiến-Thả (Trap-Neuter-Return, TNR), những người tình nguyện sẽ đánh bẫy bắt các con mèo hoang, sau đó triệt sản chúng bằng cách thiến rồi thả chúng trở lại ra ngoài tự nhiên; mặc dù trong một số trường hợp những con mèo dễ được thuần hóa hoặc những con mèo con có thể được giữ lại nuôi. Nội dung của chương trình đôi khi cũng có thể bao gồm việc thử nghiệm và tiêm chủng mèo chống lại các virus gây một số bệnh như dại hay chữa trị và ngăn ngừa các loại ve, bọ chét ký sinh trên cơ thể mèo hoang. Chương trình Bẫy-Thiến-Thả hiện chỉ mới được thực hiện ở một số khu vực đô thị và ngoại ô, tỉ như Adelaide. Gần đây những chương trình tương tự cũng được thực hiện ở Sydney bởi một tổ chức mang tên "Liên đoàn Bảo vệ Động vật Thế giới". Trong khi nhiều nghiên cứu lâu dài về Bẫy-Thiến-Thả cho thấy chương trình tỏ ra hiệu quả trong việc ngăn chặn quá trình sinh sản ở mèo hoang và làm giảm số lượng mèo hoang theo thời gian, những người phản đối chương trình này thường dẫn lấy một nghiên cứu năm 2003 của Castillo cho thấy chương trình không có hiệu quả. Nhiều tổ chức nhân đạo và tổ chức giải cứu động vật trên khắp Hoa Kỳ cũng thực hiện một số chương trình Bẫy-Thiến-Thả. Chương trình được xác nhận bởi Hội Nhân đạo Hoa Kỳ và Hội Liên hiệp Quản lý Động vật Quốc gia. Trong khi Bộ Quốc phòng Hoa Kỳ không chính thức ủng hộ Bẫy-Thiến-Thả, họ cũng cung cấp thông tin cho quân đội về cách thực hiện chương trình. Thông điệp chính của Bộ là quá trình quản lý số lượng động vật phải được thực hiện một cách nhân bản.
Ở các đảo, nơi hiệu ứng chân không không được áp dụng, các biện pháp mang tính tiêu diệt như săn bắt, đánh bẫy, đánh bả và sử dụng thiên địch được áp dụng. Ví dụ như trên đảo Marion, mèo hoang bị cho lây nhiễm virus feline panleukopenia, virus này khiến quần thể mèo sụt giàm trầm trọng chỉ trong vòng 6 năm. Số còn lại bị tiêu diệt bởi săn bắt. Quần thể mèo hoang có thể bị kiểm soát bởi các loài thú ăn thịt lớn hơn như chó sói đồng cỏ Bắc Mỹ hay chó hoang dingo vì mèo hoang có kích thước quá nhỏ để tự bảo vệ chúng trước các kẻ thù này.
Những quần thể mèo được quản lý sinh sống ở đấu trường Colosseum, Roma có số lượng hơn 250 con. Một số quần thể mèo có quy mô lớn khác như Quần thể mèo ở đồi Nghị Viện Canada hay quần thể mèo ờ Jerusalem.